# Obélisque de Saint-Augustin
L'obélisque de Saint-Augustin est un obélisque située à Saint-Augustin en Seine-et-Marne.

## Localisation
L'obélisque est située dans le département français de Seine-et-Marne, sur la commune de Saint-Augustin, au centre du carrefour formé par la D25 et de D402.

## Historique
L’obélisque de 14 mètres de hauteur est élevé en 1765 par l’architecte Claude-Nicolas Ledoux. Il est classé au titre des monuments historiques en 1972.
Après la construction du château de Mauperthuis, deux projets pour développer le réseau routier et relier Coulommiers à Rozay sont proposés. Au croisement de l'ancienne route de Touquin à Faremoutiers et de la nouvelle route, cet obélisque d'inspiration égyptienne est élevé. Pour être dans l'axe du château, il est légèrement décalé par rapport aux deux voies.